# Andrei Rubljow (Ikonenmaler)

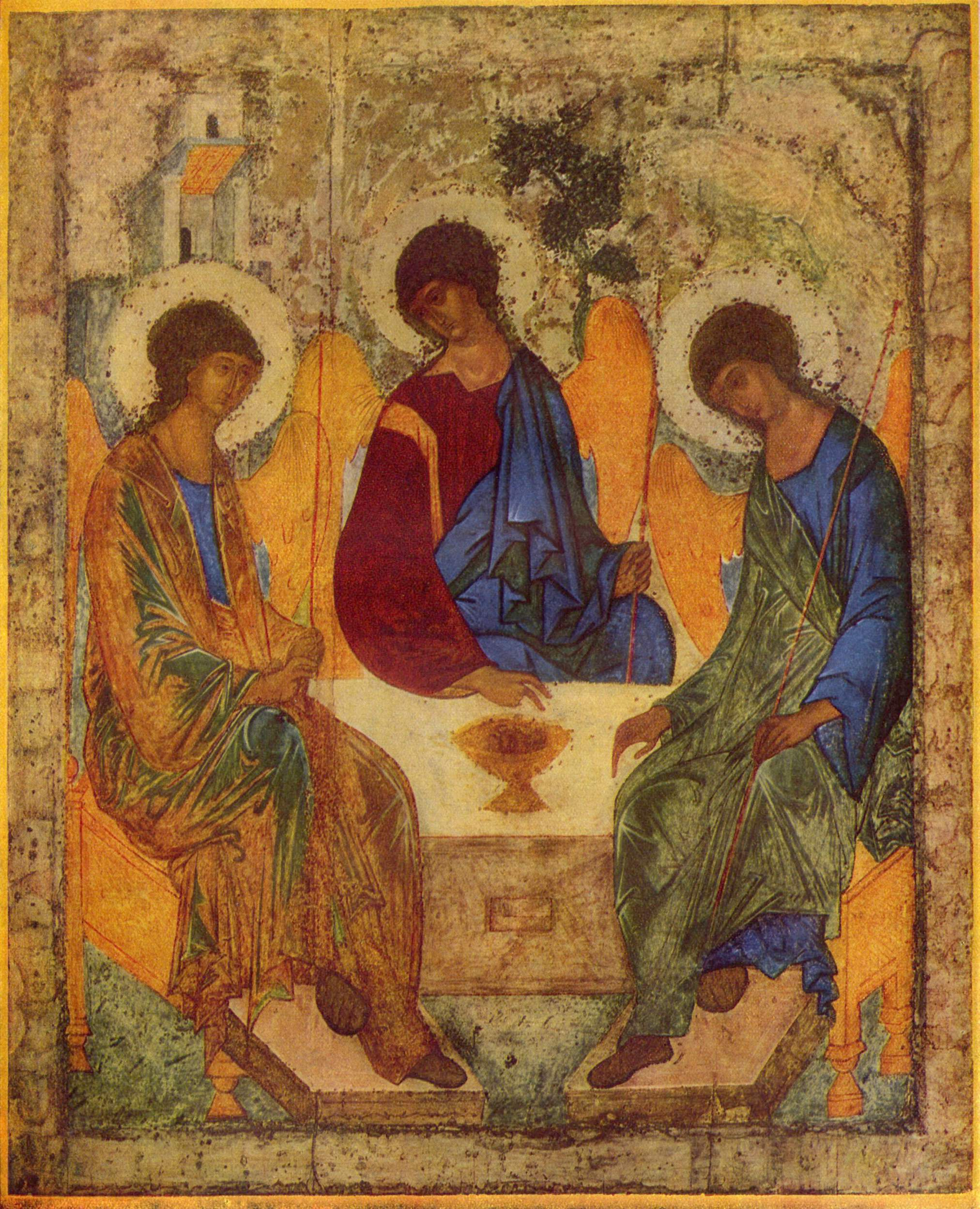
Die Dreifaltigkeitsikone

Andrei Rubljow (russisch Андрей Рублёв, wiss. Transliteration Andrej Rublëv; * um 1360; † 29. Januar 1430 in Moskau) war ein russischer Ikonenmaler und ist ein Heiliger der östlich-orthodoxen Kirche.

## Leben
Das genaue Datum seiner Geburt ist nicht bekannt; es wird 1360 als Geburtsdatum vermutet, weil in den Viten Rubljows Tod mit der Bemerkung versehen wird, er sei im hohen Alter gestorben, hohes Alter bedeutete älter als 60. Da Rubljow 1430 gestorben ist, könnte davon ausgegangen werden, dass er 1360 geboren ist, wenn nicht der Charakter seiner Kunst berücksichtigt werden müsste, der vom Stil her eher auf die 1390er Jahre schließen lässt. Das hieße, als Geburtsdatum die 1370er Jahre in Betracht zu ziehen.
Andrei Rubljow hat vermutlich vor 1405 das Mönchsgelübde abgelegt und den Namen Andrei angenommen. Er lebte im Erlöser-Andronnikow-Kloster in einer Gemeinschaft Moskauer Maler.
Der aus Konstantinopel stammende Ikonenmaler Theophanes der Grieche war Rubljows Meister.

## Werk
Erst nach 1904 nach der Entdeckung seiner Troiza (Dreifaltigkeitsikone, entstanden vermutlich ca. 1411) begann eine Erforschung seines Werkes. Bis 2022 war die Ikone in der Tretjakow-Galerie in Moskau ausgestellt, dann wurde sie der Russisch-Orthodoxen Kirche übereignet. Russische Kunstexperten hatten vergeblich vor diesem Schritt gewarnt.
Die Komposition der Ikone zeigt die Szene aus der Bibel, in der drei Engel Sara und Abraham besuchen (Genesis 18,1–33 ). Rubljow konzentriert sich auf die Darstellung der drei Gestalten. Die Deutung des Werkes ist vielschichtig. Es wird u. a. als ein Appell an die Einigkeit während einer Zeit voller Konflikte unter den Fürsten interpretiert. Gleichzeitig gilt es als Auseinandersetzung mit der Deutung der Dreieinigkeit.
Rubljow stellt die Dreifaltigkeit bewusst als Einheit dar, ohne in der Darstellung klar zwischen Gottvater, Sohn und Heiligem Geist zu differenzieren.

## Rezeption
Der sowjetische Regisseur Andrei Tarkowski setzte dem Künstler mit seinem filmischen Meisterwerk Andrei Rubljow 1966 ein Denkmal.
Der Asteroid (2457) Rublyov wurde nach ihm benannt.